# Marc-Antoine Chartraire de Montigny
Marc-Antoine Chartraire de Montigny, comte de Montigny, né le 11 août 1703 et mort le 24 avril 1750, est un officier et financier bourguignon. À la suite de son père, il est trésorier général des États de Bourgogne et intendant des princes de Condé en Bourgogne. Il manie des sommes considérables pour des raisons fiscales et bancaires. Il est lui-même riche, propriétaire de l'hôtel Chartraire de Montigny à Dijon et du château de Bierre. Il meurt subitement dans son lit et sa succession est difficile.

## Biographie

### Famille
La famille Chartraire a pour origine des marchands de Saulieu au XVIe siècle. En 1633, un Chartraire est receveur particulier des impositions du bailliage d'Auxois. La famille monopolise ensuite l'office de trésorier général des États de Bourgogne pendant plus d'un siècle. Antoine Chartraire (1639-1716) devient trésorier général des États de Bourgogne en 1684, en succession de son oncle François Bazin, époux de Jeanne Chartraire, avec l'accord du prince de Condé, qui détient le gouvernement de Bourgogne,. Il hérite également de François Bazin ses seigneuries contigües de Bierre-lès-Semur et de Montigny-sur-Armançon.
Le fils d'Antoine, François, lui succède, puis le fils de François, Marc-Antoine. François est également intendant des princes de Condé dans leur gouvernement de Bourgogne. Les Chartraire appartiennent à la clientèle de la maison de Condé. François Chartraire épouse en 1692 Louise Élisabeth Girard du Thil, fille de Louis Girard du Thil, qui appartient également aux réseaux dépendants des Condé,. Ils ont trois enfants :
- Marie-Anne, née le 11 août 1703, qui épouse le 15 novembre 1719 son cousin Claude Denis Rigoley[8] ;
- Marc-Antoine, né le 11 août 1703[8] ;
- Jeanne Gabrielle, née le 23 décembre 1704, mort jeune[9].

Après le décès de sa première épouse, François Chartraire se remarie le 5 septembre 1709 avec Gabrielle Bénigne de La Michodière, fille de Bertrand de La Michodière, lui aussi membre des réseaux condéens. Ils ont trois garçons :
- un fils mort le jour de sa naissance le 26 juin 1710[9] ;
- Claude Marc Antoine, né le 26 mars 1712, dont on ne connaît pas le destin[9] ;
- François-Gabriel-Bénigne, né le 19 avril 1714[9]. Il hérite du marquisat de Bourbonne du chef de sa mère[10] puis devient président à mortier au Parlement de Bourgogne grâce à son mariage en 1737 avec Jeanne-Guillemette Bouhier, fille de Jean Bouhier de Savigny, président à mortier au Parlement de Bourgogne et membre de l'Académie française[6],[10]. François-Gabriel-Bénigne Chartraire est franc-maçon[11].

### Trésorier des États et intendant des Condé
En octobre 1706, François Chartraire obtient l'érection des seigneuries de Bierre et de Montigny en comté de Montigny, en faveur de son fils Marc-Antoine. Ce dernier fait des études de droit. À la mort de son père, survenue le 21 août 1728, il lui succède comme trésorier des États de Bourgogne, intendant du prince de Condé dans le gouvernement de Bourgogne et lieutenant du roi à Semur-en-Auxois,.
En tant que trésorier des États de Bourgogne, Marc-Antoine Chartraire de Montigny doit tenir sa caisse à Dijon et rendre des comptes chaque année, au plus tard six mois après la fin de l'exercice, à la Chambre des comptes de Bourgogne. Comme les États de Bourgogne ont le privilège de gérer les impôts directs, Marc-Antoine Chartraire organise la collecte de l'impôt en Bourgogne. Il est à la fois une sorte de trésorier-payeur général et aussi un banquier qui doit couvrir les emprunts des États. Pour cela, il entretient des relations suivies avec les banquiers de profession. Le trésorier général des États de Bourgogne exerce donc des fonctions importantes, qui concernent à la fois la perception des impôts et les emprunts. 
Les doubles fonctions de Marc-Antoine Chartraire de Montigny, intendant de Louis IV Henri de Bourbon-Condé en Bourgogne et trésorier des États de Bourgogne, l'amènent à traiter des nominations dans nombre d'emplois comme maire ou échevin, dans la maréchaussée, dans les bailliages et les greniers à sel , etc. Il devient un des personnages les plus influents de la province. Il travaille en étroite collaboration avec le secrétaire des commandements du gouvernement de Bourgogne, au service des Condé, Girard,. Le pouvoir de Chartraire de Montigny est important et suscite des jalousies.
À la mort de Louis IV Henri de Bourbon-Condé en 1740, son fils et héritier Louis V Joseph de Bourbon-Condé n'a que trois ans et le gouvernement de Bourgogne est confié provisoirement, jusqu'au 18 ans de l'enfant, à Paul de Beauvilliers, duc de Saint-Aignan. Marc-Antoine Chartraire le sert tout en continuant ses relations avec la famille de Condé en tant qu'intendant. En plus de ses fonctions, il est nommé « commissaire général pour les Ponts et Chaussées » dans la province. 
En octobre 1743, pendant la guerre de Succession d'Autriche, il est également nommé, sur injonction royale, « commissaire pour le mouvement des troupes et leur logement en Bourgogne » et doit négocier des emprunts pour faire face à ces dépenses. Pour soutenir l'effort de guerre, le gouvernement royal impose aux États de Bourgogne des contributions importantes. Leur financement est assuré par Marc-Antoine Chartraire, qui emprunte des millions de livres. En 1747-1749, pour lutter contre la pénurie de blé causée par les fournitures aux armées et les émeutes qui en sont la conséquence, Marc-Antoine Chartraire devient « commissaire pour l'approvisionnement des grains » et doit emprunter pour en acheter et les faire transporter là où sévit la disette.

### Un homme riche
Marc-Antoine Chartraire est riche. Sa richesse personnelle est la caution financière de ses actions et il cherche à la montrer. Dans les années 1740, il achète à la famille Gagne de Perrigny un hôtel particulier, actuellement nommé l'Hôtel Chartraire de Montigny, rue de la Vannerie à Dijon et y fait réaliser des travaux importants, pour un montant de 400 000 livres. Dans la banlieue sud de Dijon, il achète une propriété de plaisance appelée « Le Castel ». Il fait embellir son château de Bierre hérité de son père. En plus de son comté de Montigny, il possède également la seigneurie de Santenay. Son office lui rapporte 88 000 livres par an. 

Malgré sa richesse, Marc-Antoine Chartraire emprunte beaucoup et des sommes considérables, notamment pour financer son train de vie. Il prête également : à sa mort, le total des créances qui lui sont dues se monte à 530 000 livres. Il s'appuie sur un réseau familial étendu, où les mariages entre cousins sont courants. Sa richesse et sa position sociale se reflètent dans une affaire financière devenue judiciaire, dont on ignore l'issue. Dans trois factums d'avocat rédigés en 1743-1744, Claude Philibert Desbois se présente en victime des manœuvres de Marc-Antoine Chartraire, qui, par sa maîtrise des réseaux de sociabilité et de clientèle de la Bourgogne, s'impose selon Desbois comme créancier pour mieux ruiner son débiteur. Desbois dresse un portrait de Chartraire en homme arrogant et insatiable.

Propriétés de Marc-Antoine Chartraire de Montigny
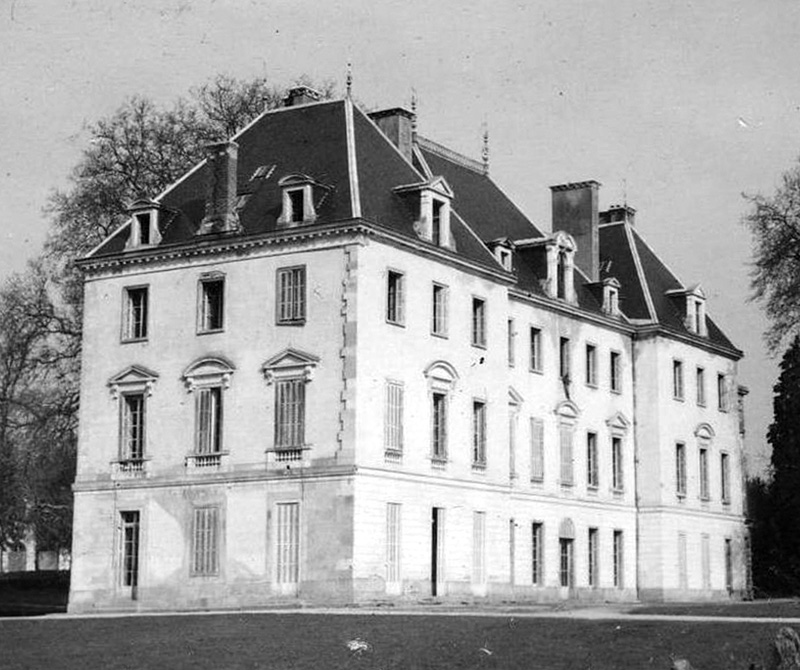
Château de Bierre.
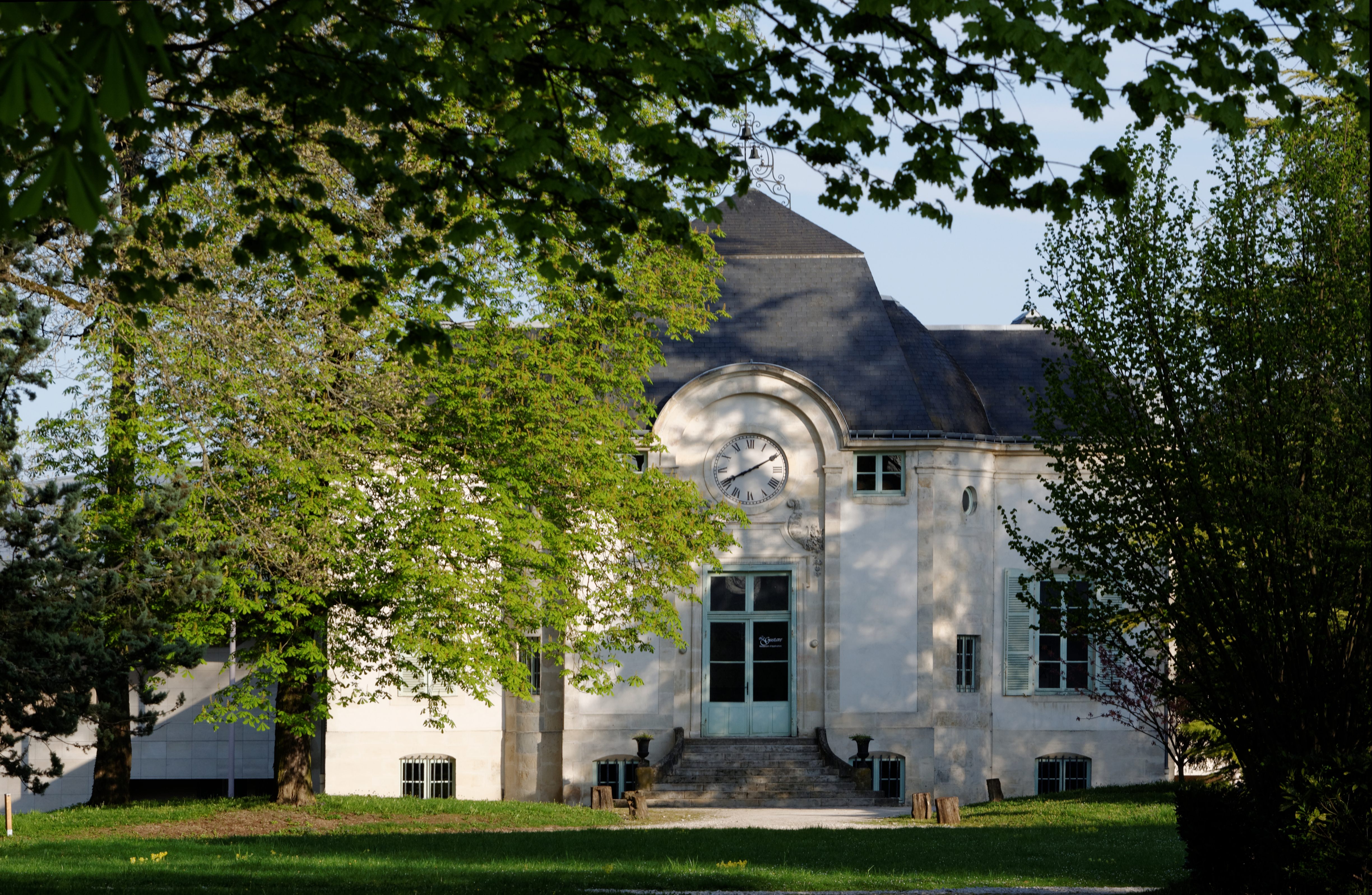
Le Castel.
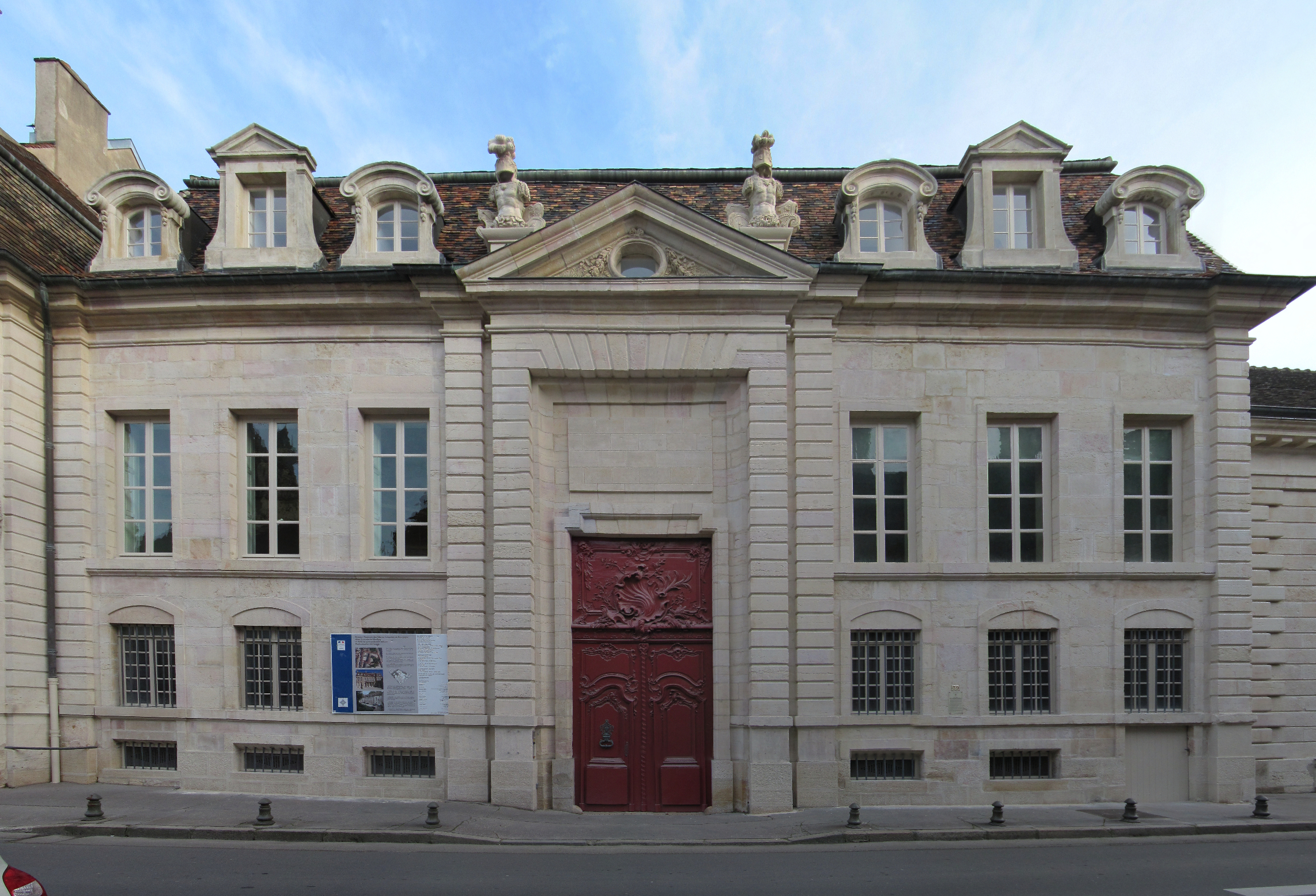
Façade de l'hôtel Chartraire de Montigny à Dijon.
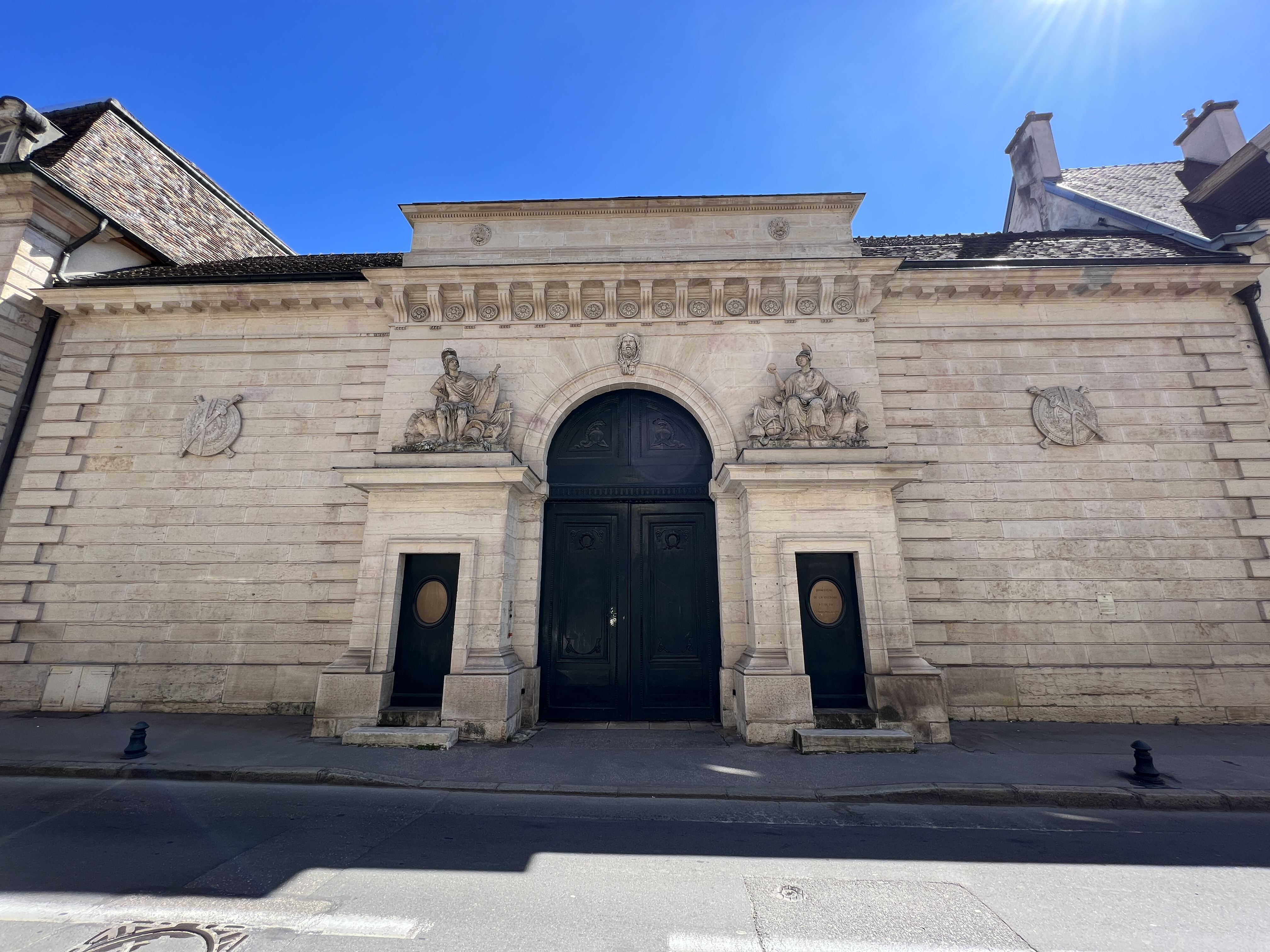
Portail de l'hôtel Chartraire de Montigny à Dijon.

### Mariage et postérité
Marc-Antoine Chartraire de Montigny épouse vers 1733-1735 Anne Renée de Maizières, née en 1716, fille de Hugues de Maizières, écuyer, seigneur de Voteau. Elle est noble et riche et sa famille possède des fiefs en Autunois, Avallonais et en Semurois. Elle meurt le 4 août 1768. Ils ont quatre enfants :
- Jacques Antoine, né le 29 juillet 1738 et mort le 11 décembre 1739 ;
- Reine Jacqueline, née le 27 novembre 1739 ;
- Reine Françoise, née le 24 octobre 1743 ;
- Antoine II, né le 8 décembre 1746 et mort le 26 juin 1795[10].

### Mort et succession
Marc-Antoine Chartraire meurt subitement le 24 avril 1750. Claude Micault, avocat au Parlement de Dijon, note l'événement dans son journal intime : « Le 24, Marc-Antoine Marchaire de Montigny, trésorier général des États de Bourgogne, fut trouvé mort dans son lit, baigné dans son sang, à l'âge de 49 ans [...]. On a prétendu qu'il avait été poignardé. mais cela ne fut rien moins que vérifié ». La rumeur dit qu'il s'est suicidé à cause de difficultés financières, mais sa mort peut aussi avoir été causée par une maladie. Le suicide, condamné par l'Église catholique et considéré comme scandaleux, semble peu probable.
À la mort de Marc-Antoine Chartraire, son fils Antoine II n'a que 3 ans. Le frère de Marc-Antoine, François-Gabriel-Bénigne fait des démarches pour conserver l'office de trésorier des États de Bourgogne dans la famille. Le roi décide de la transférer au cousin et beau-frère de Marc-Antoine Chartraire, Claude Denis Rigoley de Mypont. La succession de Marc-Antoine Chartraire est compliquée. Les comptes des années 1748 et 1749, année de guerre, sont déficitaires. L'actif, bien fonciers compris, représente entre 1,2 million et 1,6 million de livres selon les évaluations, mais presque 1 million de livres est dû aux États de Bourgogne. Cette dette est en partie réglée par la famille Rigoley grâce à une réévaluation du prix de l'office de trésorier des États de Bourgogne. 
Le 12 décembre 1771, le fils de Marc-Antoine, Antoine II Chartraire, est reçu dans l'office de trésorier général des États de Bourgogne. Très riche, grand collectionneur et mécène, franc-maçon, il meurt en 1795 après avoir été maire de Dijon en 1790.